# Happy Hardcore Clips ...And the Show Goes On!
Happy Hardcore Clips …And The Show Goes On! je první VHS německé skupiny Scooter. Byla vydána 25. dubna 1996. Obsahuje sedm videoklipů, tři dokumenty o natáčení videoklipů a video z nahrávacího studia Scooteru.

## Seznam skladeb
| Pořadí         | Název                              | Délka |
| -------------- | ---------------------------------- | ----- |
| 1.             | Welcome To The Scooter Studio      | 5:09  |
| 2.             | Hyper Hyper                        | 3:37  |
| 3.             | Move Your Ass!                     | 3:55  |
| 4.             | Friends                            | 3:47  |
| 5.             | Endless Summer                     | 3:55  |
| 6.             | Back In The U.K.                   | 3:25  |
| 7.             | Let Me Be Your Valentine           | 3:47  |
| 8.             | Rebel Yell                         | 3:42  |
| 9.             | MTV Megamix                        | 4:06  |
| 10.            | Making Of Back In The U.K.         | 3:01  |
| 11.            | Making Of Let Me Be Your Valentine | 3:06  |
| 12.            | Making Of Rebel Yell               | 2:14  |
| Celková délka: | Celková délka:                     | 43:44 |